# Junttan
 (juin 2017).
Junttan Oy est une entreprise spécialisée dans la conception, la fabrication, la commercialisation et la maintenance de machines et d'équipements basée à Kuopio en Finlande.

## Description
Junttan exporte dans plus de 40 pays et réalise plus de 95 % de son chiffre d'affaires à l'export. 
Un tiers des ventes sont réalisées en Amérique du Nord, un tiers en Russie et un tiers ailleurs.

## Produits
- Engins de battage de pieux[4]
- Marteaux à percussion hydrauliques[5]
- Machines d'empilage polyvalentes[6]
- Machines de stabilisation profonde
- Foreuses montées sur pelle[7]
- Blocs d'alimentation[8]
- Accessoires marteau
- Têtes rotatives[9]

## Galerie

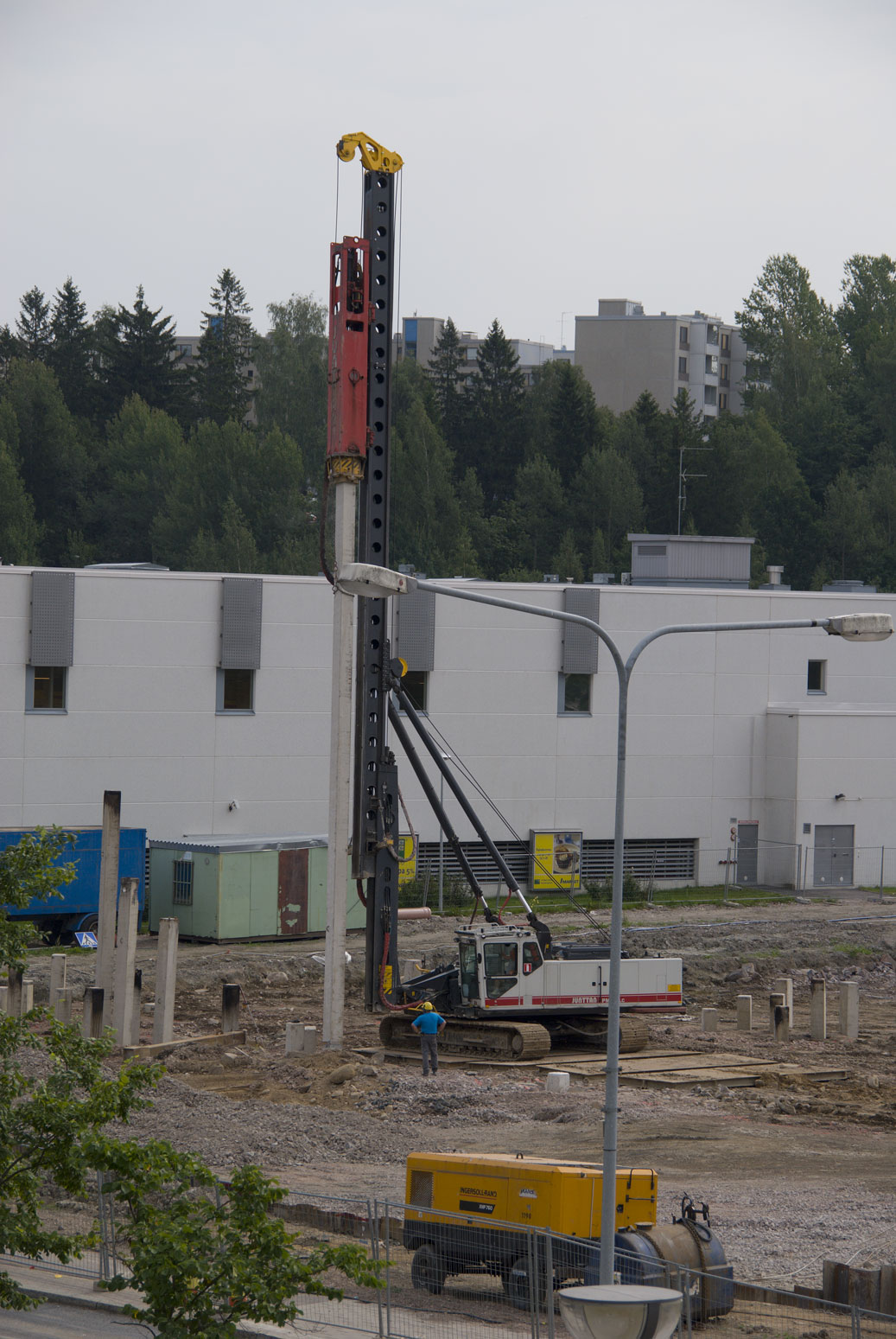
Pileuse à Espooo.

## Services
- Location et crédit-bai[10]
- Matériel de battage d'occasion[11]